# José Libertella
José Libertella (Calvera, Basilicata, Italia 9 de julio de 1933 - París, Francia 8 de diciembre de 2004) fue un bandoneonista, compositor, arreglador y director de orquesta. Entre sus obras se destacan Rapsodia de arrabal, París otoñal, Universo, Bajo romántico y Organito arrabalero, entre otros.

## Biografía
Había nacido en Italia pero llegó a Buenos Aires junto a su familia cuando todavía era un bebé, por lo que, según dijo infinidad de veces, "se sentía argentino”.
Se crio en el barrio porteño de Villa Lugano, lugar donde conoció y se enamoró del tango luego de ver a un vecino tocando el bandoneón.
Al principio tocaba el acordeón "verdulera", pero después de oír el bandoneón cambio definitivamente de instrumento. Estudió con varios maestros, perfeccionándose luego con Francisco Requena y con Marcos Madrigal, hasta que un día fue escuchado por Humberto Canaro, quien le ofreció tocar junto a él.
En 1948, integró la fugaz orquesta de Alberto Suárez Villanueva y en 1950, la de Osmar Maderna, donde conoció a Luis Stazo. Luego de la muerte de Maderna y hasta 1955 tocó en la Orquesta Símbolo, dirigida por Aquiles Roggero. Más tarde integró el conjunto de Ángel Vargas (cuando este se separó brevemente de Ángel D’Agostino). En 1959 formó su propio conjunto, que dirigió y arregló hasta 1966, y acompañó a Miguel Montero, con quien realizó seis discos de larga duración.
En 1967 creó el Quinteto Gloria para darle el marco orquestal a Edmundo Rivero en su gira por Japón, país en el que Libertella tiene editados once discos. Por esa época se presentó en la Avenida Corrientes en “Patio de Tango” y ofreció algunos conciertos en el desaparecido Teatro Apolo.
El 23 de abril de 1973 fue una fecha fundamental en su trayectoria, ya que junto con Luis Stazo creó el Sexteto Mayor, un grupo que codirigirían hasta su muerte, con presentación en “La Casa de Carlos Gardel”. “Pensar que cuando debutamos creíamos que el Sexteto iba a durar quince días”, contó en una nota para el diario Clarín en 2003, cuando el Sexteto cumplía 30 años.
Con el Sexteto Mayor comienzan las giras por Argentina y por Latinoamérica, pero la primera gran ovación fue cuando, en 1981, actúan en París en la inauguración de Trottoirs de Buenos Aires, donde estuvieron presentes, entre otros, Julio Cortázar, Yves Montand y Paloma Picasso.
Junto al Sexteto Mayor, en los años 1980abrió las puertas del mundo al tango con el espectáculo “Tango Argentino” y en el año 2003 ganó un Grammy Latino a Mejor álbum de Tango por su disco “Homenaje a Piazzolla”.
En 1992, junto al Sexteto creó el espectáculo Tango Pasión, que no se detuvo para Libertella hasta su último día, a horas de un concierto que sus compañeros dieron en su homenaje. 
Actuó en la película documental Café de los maestros (2008) dirigido por Miguel Kohan y en el álbum Café de los Maestros Vol. 1 y 2 (2005) producido por Gustavo Santaolalla en el que registró Romántico bandoneón. También actuó en el documental germanoargentino 12 Tangos - Pasaje de regreso a Buenos Aires en 2005 y en el documental Abrazos, tango en Buenos Aires (2003).